# Поляра (аеродинаміка)

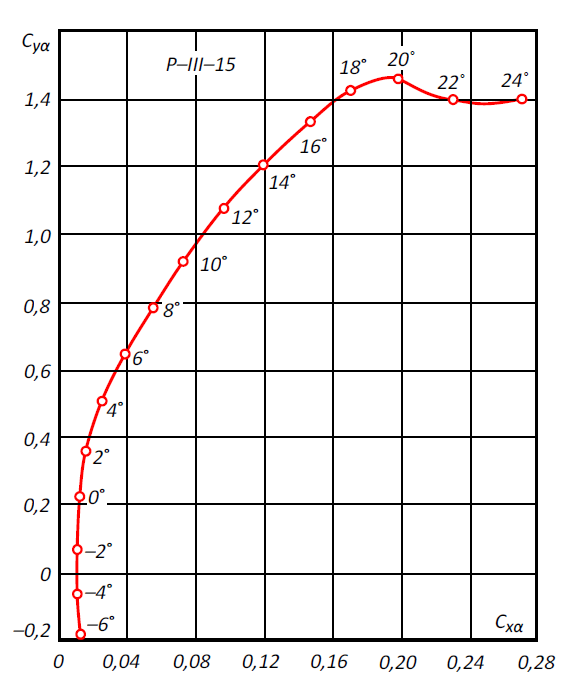
Поляра профілю P-III-15

Поляра — графічна залежність коефіцієнта підіймальної сили та коефіцієнта лобового опору від різних кутів атаки. Кожна точка кривої відповідає певному куту атаки, який часто позначається на графіку як параметр.
Цей графік називається полярою, оскільки з погляду фізичного сенсу доцільно розглядати його у полярних координатах. У цьому випадку радіальна координата пропорційна повній аеродинамічній силі, що діє на аеродинамічний об'єкт, а тангенс полярного кута дорівнює аеродинамічній якості K.